# Torymus flaviventris
Torymus flaviventris is een vliesvleugelig insect uit de familie Torymidae. De wetenschappelijke naam is voor het eerst geldig gepubliceerd in 1888 door Ashmead.